# آرتور هنریکه (بازیکن فوتبال، زاده ۱۹۹۴)
آرتور هنریکه (انگلیسی: Arthur Henrique؛ زادهٔ ۱۷ مهٔ ۱۹۹۴) بازیکن فوتبال اهل برزیل است.
از باشگاه‌هایی که در آن بازی کرده‌است می‌توان به باشگاه فوتبال فلامینگو اشاره کرد.